# The Tough Guy
The Tough Guy è un film muto del 1926 diretto da David Kirkland. La sceneggiatura, firmata da Buckleigh Fritz Oxford, si basa su un soggetto di Frances Marion che appare nei credit con lo pseudonimo Frank M. Clifton.

## Trama
Fred Saunders, giunto in una cittadina del selvaggio West, aiuta il pastore della chiesa locale a recuperare il denaro delle elargizioni che era stato rubato suscitando in questo modo la simpatia di June, la figlia del religioso. Fred, in seguito, impedisce che Buddy, un giovane orfano, finisca sotto gli zoccoli di un cavallo; dopo che lui ha portato via Buddy dall'orfanotrofio, il ragazzo viene rapito da una banda capitanata da Carney. Si scoprirà che Buddy è il fratello di June, di cui si erano perse da lungo tempo le tracce. Fred riesce a salvarlo dai banditi e, così, facendo, conquista definitivamente il cuore di June.

## Produzione
Il film fu prodotto dalla Film Booking Offices of America (FBO).

## Distribuzione
Il copyright del film, richiesto dalla R-C Pictures Corp., fu registrato il 31 gennaio 1926 con il numero LP22469. Distribuito dalla Film Booking Offices of America (FBO), il film uscì nelle sale cinematografiche degli Stati Uniti il 1º febbraio 1926.